# چهار پاسبان

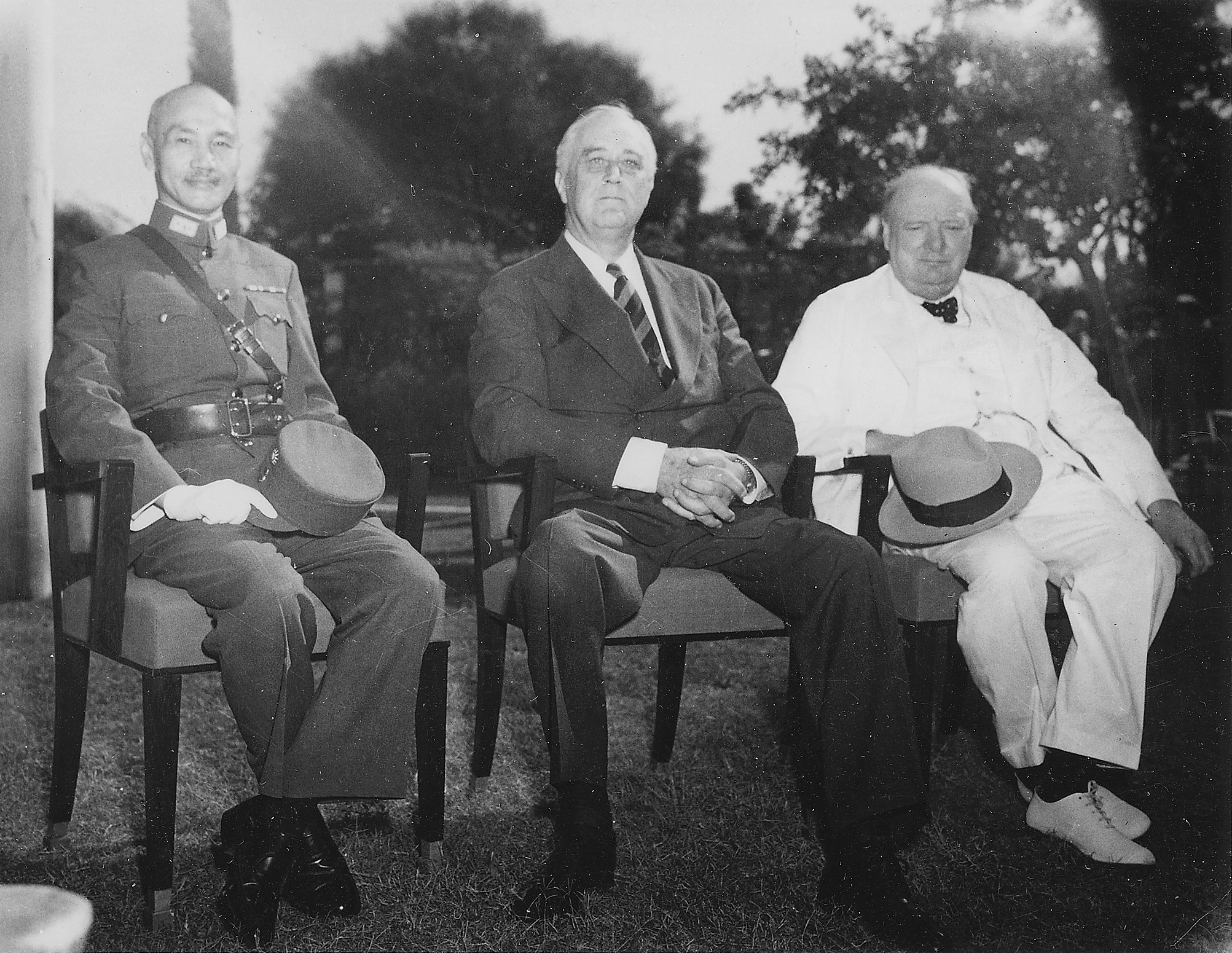
چیانگ کای‌شک، فرانکلین دلانو روزولت و وینستون چرچیل در ۱۹۴۳ در جریان جنگ جهانی دوم در کنفرانس قاهره با یکدیگر ملاقات کرند.

چهار پاسبان اشاره به شورای تشکیل شده از چهارِ بزرگ دارد که به پیشنهاد رئیس‌جمهور ایالات متحده آمریکا و فرانکلین دلانو روزولت اینها تضمین کنندهٔ صلح جهانی می‌توانند باشند. اعضای چهار بزرگ، چهار قدرت نام دارند که در جریان جنگ جهانی دوم چهار هم پیمان اصلی بودند شامل بریتانیا، اتحاد جماهیر شوروی سوسیالیستی، ایالات متحده آمریکا و چین.
چهار پاسبان وظیفه دارند نظم را در منطقه نفوذ خود تأمین کنند: بریتانیا در امپراتوری بریتانیا و غرب اروپا؛ شوروی در شرق اروپا و اوراسیای مرکزی؛ چین در آسیای شرقی و غرب اقیانوس آرام و آمریکا در نیمکرهٔ غربی. برای پیشگیری از ایجاد جنگ‌های تازه باید دیگر کشورها خلع سلاح می‌شدند و تنها چهار پاسبان اجازه داشتند سلاح‌هایی سنگین تر از تفنگ داشته باشند.
به این ترتیب به جای ایجاد مفهوم چهار پاسبان، این کشورها تبدیل به اعضای دائم شورای امنیت سازمان ملل متحد شدند که قدرت بسیار کمتری از آنچه برای چهار پاسبان در نظر گرفته شده بود دارند. هنگامی که بعدها سازمان ملل متحد در ۱۹۴۵ ایجاد شد، فرانسه به اصرار چرچیل توانست به عنوان عضو پنجم وارد این هیئت شود.